# قاي شامبرز
قاي شامبرز (بالإنجليزية: Guy Chambers)‏ هو كاتب أغاني وملحن ومنتج أسطوانات بريطاني، ولد في 12 يناير 1963 في لندن في المملكة المتحدة.

## وصلات خارجية
- الموقع الرسمي
- قاي شامبرز على موقع IMDb (الإنجليزية)
- قاي شامبرز على موقع ميوزك برينز (الإنجليزية)
- قاي شامبرز على موقع أول ميوزيك (الإنجليزية)
- قاي شامبرز على موقع ديسكوغز (الإنجليزية)
- قاي شامبرز على موقع قاعدة بيانات الفيلم (الإنجليزية)